# فرودگاه بین‌المللی سیهانکویل
فرودگاه بین‌المللی سیهانکویل (به انگلیسی: Sihanoukville International Airport) یک فرودگاه همگانی با کد یاتا KOS است . این فرودگاه در کشور کامبوج قرار دارد و در ارتفاع ۱۲ متری از سطح دریا واقع شده است.

## شرکت‌های هواپیمایی و مقصدهای پروازی
| شرکت‌های هواپیمایی         | مقصدهای پروازی                                                     |
| ------------------------- | ------------------------------------------------------------------ |
| ایرآسیا                   | کوالالامپور                                                        |
| کامبوج انگکور ایر         | تان سون نهات، پنوم‌پن، سیم ریپ چارتر: ماکائو                        |
| کامبوج بایون ایرلاینز     | سیم ریپ، پنوم‌پن                                                    |
| JC International Airlines | کوالالامپور، پنوم‌پن, سیم ریپ                                       |
| رویلی ایرلاینز            | کونمینگ چانگشوی                                                    |
| اسکای انگکور ایرلاینز     | چارتر: چنگدو شوانگلیو، اینچئون، سیم ریپ، ووهان تیانهه، سانن شوفانگ |
| تیانجین ایرلاینز          | تیانجین بینهای چارتر فصلی: شیاژونگ ژنگدینگ, شی‌آن شیان‌یانگ          |